# Cibunigeulis
Cibunigeulis is een bestuurslaag in het regentschap Kota Tasikmalaya van de provincie West-Java, Indonesië. Cibunigeulis telt 5542 inwoners (volkstelling 2010).